# Ilya Dzhugir
Ilya Dzhugir (tiếng Belarus: Ілля Джугір; tiếng Nga: Илья Джугир; sinh 11 tháng 2 năm 1999) là một cầu thủ bóng đá Belarus. Tính đến năm 2017, anh thi đấu cho Torpedo-BelAZ Zhodino.